# Хорвати у Південно-Африканській Республіці
Південноафриканські хорвати (хорв. Hrvati u Južnoj Africi) — особи хорватського походження, які живуть або жили у Південно-Африканській Республіці. Найбільша хорватська меншина в африканських країнах.
Нині у цій державі орієнтовно проживає близько 8000 хорватських емігрантів та їхніх нащадків.

## Чисельність
За оцінками посольства Хорватії у Преторії, Хорватської католицької місії та хорватської громади у Південно-Африканській Республіці, в країні налічується 1500—2000 хорватів, які розмовляють хорватською мовою і підтримують відносини з батьківщиною. Вони свідомі своєї національності й  називають себе хорватами. Водночас у ПАР проживає кілька тисяч людей, які мають хорватське походження (вже друге, третє та четверте покоління), але оскільки вони повністю інтегрувалися в тамтешнє суспільство та втратили зв'язки з вітчизною, вони не володіють хорватською і не ототожнюють себе з хорватами. Таким чином за приблизними оцінками нині у Південно-Африканській Республіці проживає близько 8000 хорватських переселенців та їхніх нащадків.
На початку ХХ століття в цій країні орієнтовно проживало від 2000 до 3000 хорватів. Без достеменних джерел важко заперечити оцінки від 3500 до 4000 хорватських емігрантів та їхніх нащадків безпосередньо перед Другою світовою війною, а також теперішню кількість від 8000 до 8500.
Порівняно з чисельністю хорватів в інших країнах еміграції ця громада не численна та економічно слабка (немає надзвичайно заможних бізнесменів),
До того ж кількість хорватів у Південно-Африканській Республіці йде на спад, незважаючи на десятки хорватів, які емігрували до цієї країни на початку 1990-х років.
Найбільше хорватських емігрантів та їхніх нащадків зараз проживає в Йоганнесбурзі та Преторії. Деякі з них знаходяться в Кейптауні та Дурбані, у Фандербейлпарку, Пайнтауні, Стелленбоші, Пітермаріцбурзі, Вествіллі, Рудепорті, Бракпані та деяких менших поселеннях.

## Становище
Більшість хорватів мають південноафриканське громадянство або постійне місце проживання у ПАР, вони мають ті самі права й обов'язки, що й корінні громадяни Південно-Африканської Республіки. ПАР дозволяє подвійне громадянство.
У Йоганнесбурзі діє хорватська католицька місія. Там організовано збирається велика кількість хорватів (недільна меса, релігійні свята, діяльність Карітасу). При місії діє хорватський Карітас.
Яких-небудь курсів хорватської мови і хорватськомовних програм з обміну під егідою Міністерства науки і освіти Хорватії немає.
У Південно-Африканській Республіці хорватською мовою не транслює програми жодна радіо- чи телевізійна станція. Крім того, хорватською не виходить жодна газета, за винятком часопису Župne vijesti, який періодично видає Хорватська католицька місія в Йоганнесбурзі.

## Історія
До початку XIX сторіччя в Капській колонії осіли лише поодинокі хорватські переселенці, адже внутрішні райони ще не були відкриті та досліджені, а водночас інші землі надавали кращі можливості. З відкриттям алмазів і золота на територіях бурських республік (таких як Оранжева Республіка, Гошен, Стеллаленд і Трансвааль) чимало хорватів (разом із незліченною кількістю шукачів удачі інших національностей) вирушили вглиб країни. Проте багато з цих новоприбулих загинули в примітивних умовах, у яких вони опинилися, а ще більше цих поселенців зрештою переїхали шукати щастя в Каліфорнію та Австралію.
Хорватські поселенці, які залишалися в бурських республіках у 1872—1890 роках, прибували з територій, якими на той час володіла Габсбурзька монархія, і тому вважалися австрійськими підданими. 
1875 року, згідно з переписом населення, в Кейптауні проживало 85 чоловіків і 15 жінок хорватського походження.
До краю XIX століття хорватську міграцію зумовлювала економіка, чи то пак несприятливі умови їхньої батьківщини. Проте внаслідок двох англо-бурських війн привабливість Південної Африки дещо змаліла. Після завершення військових дій близько 65 хорватів, які висловлювали підтримку (словесну чи іншу) бурам, британці депортували як небажаних елементів.
На початку ХХ століття хорватські емігранти зіштовхнулися з новими обмеженнями. Деякі хорвати, яким не вдалося одержати дозвіл на в'їзд у Південну Африку, оселились у Мозамбіку. Поселенці в Родезію перед проїздом через Південну Африку теж усе ще повинні були отримувати дозвіл. 
Упродовж Першої світової війни хорватські емігранти пережили важкі часи, оскільки влада Південно-Африканського Союзу класифікувала їх як австрійців і тому вважала ворожими підданими. Протягом 1915—1919 рр. понад 300 працездатних хорватських поселенців чоловічої статі були інтерновані в таборах у Форт-Напір у Наталі та у Стандертоні біля Йоганнесбурга. На початку ХХ століття хорвати прибували до Південної Африки також з Австралії.
Після 1920-х років новою причиною еміграції стало наростання на їхній батьківщині труднощів політичного характеру, внаслідок чого у Південну Африку хлинула хвиля добре освічених хорватів. У проміжку з 1923 по 1933 рік там оселилися 349 хорватів.
1929 року в Йоганнесбурзі було засновано Хорватський культурний клуб ім. Степана Радича, який пізніше перейменували на Югославський прогресивний клуб, а в 1960-х роках йому на зміну прийшов Хорватський дім, який проіснував до кінця ХХ століття. 
Під час і незабаром після Другої світової війни, знову ж таки через політичні зміни, почалася подальша еміграція. У 1939—1950 роках до Південної Африки прибули 263 югослави, серед яких було багато хорватів. Статистика 1961—1978 років показує, що у ПАР перебрався ще 1671 югослав, половина з яких була хорватами. Деякі також переїхали з Аргентини, куди спочатку втекли з Югославії після Другої світової війни, але покинули Аргентину у зв'язку з погіршенням економічних умов. Дехто прибув з Ефіопії, ще дехто — з Пакистану. Майбутній перший посол Хорватії у ПАР Твртко Андрія Мурсало з родиною прибув у 1971 році з Великобританії. Упродовж 1970-х років хорвати прибували у Південну Африку і з Австралії. Протягом 1980-х років невелика кількість хорватів прибула з Боснії.
Розпад Югославії після балканських воєн 1991—1995 років дав новий поштовх до еміграції у Південно-Африканську Республіку (як і в інші країни) цього разу переважно освічених молодих фахівців, частина з яких зрештою повернулася в Хорватію. Багато з них були змішаними парами, які вирішили не підтримувати зв'язки з хорватською громадою у ПАР.